# Копечень (комуна, Вилча)
Копечень, Копечені (рум. Copăceni) — комуна у повіті Вилча в Румунії. До складу комуни входять такі села (дані про населення за 2002 рік):
- Белтень (438 осіб)
- Бондоч (159 осіб)
- Вецелу (686 осіб)
- Копечень (968 осіб)
- Улмету (478 осіб)
- Хотераса (319 осіб)

Комуна розташована на відстані 178 км на захід від Бухареста, 33 км на захід від Римніку-Вилчі, 75 км на північ від Крайови, 147 км на південний захід від Брашова.

## Населення
За даними перепису населення 2002 року у комуні проживали 3048 осіб.
Національний склад населення комуни:
| Національність | Кількість осіб | Відсоток |
| -------------- | -------------- | -------- |
| румуни         | 3046           | 99,9%    |
| угорці         | 1              | < 0,1%   |
| німці          | 1              | < 0,1%   |

Рідною мовою назвали:
| Мова      | Кількість осіб | Відсоток |
| --------- | -------------- | -------- |
| румунська | 3047           | > 99,9%  |
| німецька  | 1              | < 0,1%   |

Склад населення комуни за віросповіданням:
| Релігія       | Кількість осіб | Відсоток |
| ------------- | -------------- | -------- |
| православні   | 2986           | 98,0%    |
| баптисти      | 34             | 1,1%     |
| адвентисти    | 23             | 0,8%     |
| римо-католики | 2              | 0,1%     |
| п'ятдесятники | 2              | 0,1%     |
| не релігійні  | 1              | < 0,1%   |

## Зовнішні посилання
- Дані про комуну Копечень на сайті Ghidul Primăriilor